# 伊藤芽
伊藤 芽（いとう めい、1997年5月15日 - ）は、日本の女性フィギュアスケート選手（女子シングル）。千葉県出身。血液型はA型。聖心女子大学卒業。

## 経歴
女子シングル選手としてジュニア時代に成績を残していた。
アクセルを除く5種類のトリプルジャンプを跳ぶことができ、コンビネーションでは3回転トゥーループ-3回転トゥーループや、2回転半アクセル-3回転トゥーループを成功させた。
2011-12シーズン、全日本ジュニア選手権にはじめて出場し8位に入る。2012-13シーズンの東日本ジュニア選手権で2位、2013-14シーズンの東日本ジュニア選手権で1位となる。
2013年、庄司理紗と共に国体の東京都代表に選抜される。この大会で、全日本ジュニア優勝者の庄司理紗に勝利している。
怪我による引退後は、聖心女子大学に入学。TOEIC880点を所持。

## 主な戦績

### アイスダンス
| 大会/年      | 2014-15 |
| ------------ | ------- |
| 全日本選手権 | 5       |

### 女子シングル
| 大会/年          | 2011-12 | 2012-13 | 2013-14 |
| ---------------- | ------- | ------- | ------- |
| 東京Jr.選手権    | 1       | 4       | 3       |
| 東日本Jr.選手権  | 10      | 2       | 1       |
| 冬季国体少年女子 |         | 5       |         |
| 全国中学校競技会 |         | 4       |         |